# Senado de Massachusetts

Selo

Selo segundo

O Senado de Massachusetts é a câmara superior do Corte Geral de Massachusetts, a legislatura estadual bicameral da Comunidade de Massachusetts. O Senado é composto por 40 membros eleitos de 40 distritos senatoriais com um único membro do estado. Todos os distritos, exceto um, recebem o nome dos condados em que estão localizados (o distrito de "Cabo e Ilhas" abrange Dukes, Nantucket e partes dos condados de Barnstable ). Os senadores cumprem mandatos de dois anos, sem limite de mandatos. O Senado se reúne na Capitólio Estadual de Massachusetts, em Boston.
A sessão atual é o 192º Tribunal Geral, que se reuniu em 6 de janeiro de 2021. É composto por 37 democratas e 3 republicanos. O presidente do Senado é Karen E. Spilka, de Ashland. O líder da minoria no Senado, do Partido Republicano, é Bruce Tarr, de Gloucester. A última eleição geral estadual foi em 3 de novembro de 2020.

## Qualificações
A seguir estão as qualificações a serem eleitas para o Senado de Massachusetts:
- Ter dezoito anos de idade
- Ser um eleitor registado em Massachusetts
- Ser um habitante de Massachusetts por cinco anos
- Ser residente do distrito quando eleito
- Receba pelo menos 300 assinaturas nos documentos de nomeação

## Comitês
As atuais comissões permanentes do Senado de Massachusetts são as seguintes:
| Comitê                                                   | Cadeira                 | Vice-presidente                                               |
| -------------------------------------------------------- | ----------------------- | ------------------------------------------------------------- |
| Contas na terceira leitura                               | Sal N. DiDomenico       | Joan B. Adorável                                              |
| Ética                                                    | Eric P. Lesser          | Cynthia Stone Creem                                           |
| Aquecimento Global e Mudanças Climáticas                 | Cynthia Stone Creem     | Michael J. Barrett                                            |
| Assuntos Intergovernamentais                             | Michael F. Rush         | Adam G. Hinds                                                 |
| Pessoal e Administração                                  | Joseph A. Boncore       | Brendan P. Crighton                                           |
| Pós-auditoria e supervisão                               | Michael O. Moore        | James B. Eldridge                                             |
| Reimaginando a resiliência pós-pandemia de Massachusetts | Adam G. Hinds           | Jason M. Lewis                                                |
| Redistritamento                                          | William N. Brownsberger | Anne M. Gobi                                                  |
| Regras                                                   | Joan B. Adorável        | Joseph A. Boncore                                             |
| Orientação e política                                    | Mark C. Montigny        | Michael J. Rodrigues                                          |
| Formas e meios                                           | Michael J. Rodrigues    | Cindy F. Friedman Jason M. Lewis (vice-presidente assistente) |